# Billy Paul
Billy Paul, nato Paul Williams (Filadelfia, 1º dicembre 1934 – Blackwood, 24 aprile 2016), è stato un cantante statunitense di genere soul.
Ha vinto un Grammy Award come miglior cantante soul  ed è conosciuto soprattutto per il suo successo del 1972 Me and Mrs. Jones, oltre che per l'album e omonimo singolo del 1973 War of the Gods; Paul coniuga il suo stile pop, funk e soul con influenze elettroniche e a tratti psichedeliche. È famoso anche per il suo stile vocale, il cui timbro spazia dal morbido al graffiante.

## Biografia
Nato e cresciuto a Filadelfia, in Pennsylvania, Billy Paul cominciò la sua carriera di cantante a dodici anni, comparendo in diversi programmi radiofonici locali. Ascoltando in casa la ricca collezione di vinili di famiglia, sviluppò uno stile vocale caratterizzato da influenze  jazz, R&B e pop.
Paul frequentò la Temple University, la West Philadelphia Music School e la Granoff School of Music, dove fu educato musicalmente.
Passando dalla musica rock al suol e alle ballad, divenne presto noto attraverso le sue esibizioni nel circuito musicale underground di Philadelphia. La sua popolarità crebbe e lo portò a cantare in locali e campus di college nazionali offrendogli ulteriori opportunità; fu infatti in concerto con celebrità come Charlie Parker, Dinah Washington, Nina Simone, Miles Davis, The Impressions, Sammy Davis Jr. e Roberta Flack.
Paul diede poi vita a un trio e realizzò il suo primo album, Why Am I, pubblicato dalla Jubilee Records, prima di partire per il servizio militare. In seguito, si unì all'etichetta New Dawn, e fece una breve apparizione nei "Blue Notes" con Harold Melvin. Il suo primo album di Philadelphia uscì per l'etichetta Gamble/Huff. Fu seguito da Ebony Woman, un prodotto più commerciale, per la Gamble & Huff Neptune Label.
Più tardi, Going East, il primo album prodotto dalla Philadelphia International Records, lo portò alla notorietà. Tuttavia, fu  il suo secondo album, 360 Degrees of Billy Paul a fargli ottenere la totale approvazione di critica e pubblico; il disco contiene Me and Mrs. Jones, il suo maggior successo.
Me and Mrs. Jones, arrangiata da Bobby Martin, rimase al primo posto delle classifiche statunitensi del 1972 per le ultime tre settimane del mese di dicembre, vendendo 2 milioni di copie (disco di platino) e permettendo a Paul di aggiudicarsi un Grammy Award. Il disco d'oro e il singolo di platino lo lanciarono su scala mondiale, incluse le classifiche britanniche, dove il singolo raggiunse la posizione numero 12 nel 1973[1]. Da allora, la canzone è stata riproposta da numerosi artisti, tra cui 
Sarah Jane Morris nel 1989, Freddie Jackson nel 1992 e Michael Bublé nel 2007.
Inoltre, Paul vinse numerosi Ebby awards (premio assegnato dai lettori di Ebony Magazine); vinse poi gli American Music Awards, il NAACP Image Awards e gli furono assegnate numerose cittadinanze onorarie negli Stati Uniti. È stato in tour in Regno Unito a America Latina.
Paul ha fatto parte per anni dell'etichetta Neptune, registrando materiale degno di nota, tra cui Am I Black Enough For You?, Let's Make a Baby e una versione alternativa di Let's Stay Together; Thanks for Saving My Life, Let 'Em In, Your Song, Only the Strong Survive e Bring the Family Back, avvalendosi in più occasioni degli arrangiamenti di Jack Faith.
Nel 2011 ha partecipato all'album della cantante francese Chimène Badi, cantando in duetto con lei nel singolo Ain't No Mountain High Enough.
Muore il 24 aprile 2016 nella sua casa di Blackwood, nel  New Jersey, all'età di 81 anni, a causa di un tumore al pancreas.

## Discografia

### Album
- 1968 - Feelin' Good at the Cadillac Club (Gamble Records SG 5002)
- 1970 - Ebony Woman (Neptune NLPS 201)
- 1971 - Going East (Philadelphia International KZ 30580)
- 1972 - 360 Degrees of Billy Paul (Philadelphia International KZ 31793)
- 1973 - Ebony Woman (Philadelphia International KZ 32118 - reissue of Neptune NLPS 201)
- 1973 - Feelin' Good at the Cadillac Club (Philadelphia International KZ 32119 - reissue of Gamble SG 5002)
- 1973 - War of the Gods (Philadelphia International KZ 32409)
- 1974 - Live in Europe (Philadelphia International KZ 32952)
- 1975 - Got My Head on Straight (Philadelphia International KZ 33157)
- 1975 - When Love Is New] (Philadelphia International KZ 33843)
- 1976 - Let 'Em In (Philadelphia International KZ 34389)
- 1977 - Only the Strong Survive (Philadelphia International KZ 34923)
- 1979 - First Class (Philadelphia International KZ 35756)
- 1980 - Best of Billy Paul (Philadelphia International Z 2-36314)
- 1985 - Lately (Total Experience TEL8-5711)[2]
- 1988 - Wide Open (Ichiban ICH 1025)[3]

### Singoli
| Anno | Titolo                    | Stati Uniti | R&B | Dance |
| ---- | ------------------------- | ----------- | --- | ----- |
| 1969 | Bluesette                 | -           | -   | -     |
| 1970 | Mrs. Robinson             | -           | -   | -     |
| 1971 | Love Buddies              | -           | -   | -     |
| 1972 | Brown Baby                | -           | -   | -     |
| 1972 | This is your life         | -           | -   | -     |
| 1972 | Me and Mrs. Jones         | 1           | 1   | -     |
| 1973 | Am I black enough for you | 79          | 29  | -     |
| 1973 | I was married             | -           | -   | -     |
| 1974 | Thanks for saving my life | 37          | 9   | -     |
| 1974 | Be truthful to me         | -           | 37  | -     |
| 1975 | Billy's back home         | 52          | -   | -     |
| 1975 | July July July July       | -           | -   | -     |
| 1976 | "People power"            | -           | 82  | 14    |
| 1976 | "How Good Is Your Game"   | -           | 50  | -     |
| 1976 | "I Trust You"             | -           | 79  | -     |
| 1976 | "Let's Make a Baby"       | 83          | 18  | -     |
| 1976 | "Your Song"               | -           | -   | -     |
| 1977 | "Everybody's Breaking Up" | -           | -   | -     |
| 1977 | "Let 'Em In"              | -           | 91  | -     |
| 1979 | "One Man's Junk"          | -           | -   | -     |
| 1978 | "Only the Strong Survive" | -           | 68  | -     |
| 1978 | "Don't Give Up on Us"     | -           | -   | -     |
| 1979 | "Bring the Family Back"   | -           | -   | -     |
| 1979 | "False Faces"             | -           | -   | -     |
| 1979 |                           | -           | -   | -     |
| 1979 | "You're My Sweetness"     | -           | 69  | -     |

"-" indica le canzoni non entrate in classifica.